# Megan Still
Megan Leanne Still OAM (nach Heirat: Marcks; * 19. Oktober 1972 in Queanbeyan) ist eine ehemalige australische Ruderin. Zusammen mit Kate Slatter war sie 1996 Olympiasiegerin im Zweier ohne Steuerfrau.

## Karriere
Megan Still begann 1988 mit dem Rudersport, 1990 nahm sie mit dem australischen Achter an den Junioren-Weltmeisterschaften teil und belegte den vierten Platz. 1991 trat sie bei den Weltmeisterschaften in der Erwachsenenklasse in zwei Bootsklassen an: Mit dem Vierer ohne Steuerfrau erreichte sie den achten Platz, mit dem Achter fuhr sie auf Rang 12. Der Vierer mit Jodie Dobson, Kate Slatter, Emy Snook und Megan Still blieb in der 1991er Besetzung auch im Olympiajahr zusammen und belegte bei der Olympiaregatta den sechsten Platz.
1993 erreichte das Boot mit Slatter, Still, Gina Douglas und Courtney Johnstone den sechsten Platz bei den Weltmeisterschaften. 1994 rückten Alison Davies und Victoria Toogood zu Slatter und Still in den Vierer, der bei den Weltmeisterschaften in Indianapolis die Bronzemedaille hinter den Booten aus den Niederlanden und den USA gewann; der komplette Vierer saß auch im australischen Achter, der den sechsten Platz belegte. 
Im Jahr darauf belegte der australische Achter bei den Weltmeisterschaften im finnischen Tampere den achten Platz; Still und Slatter traten erneut in zwei Bootsklassen an, mit dem ungesteuerten Zweier gewannen die beiden den Weltmeistertitel. Im Jahr darauf gewannen Kate Slatter und Megan Still bei den Olympischen Spielen in Atlanta als bislang (Stand 2012) einzige Australierinnen eine olympische Goldmedaille im Rudern. 
Megan Still beendete nach den Olympischen Spielen 1996 ihre Karriere. Sie ist verheiratet und hat zwei Kinder.
Für ihre Verdienste um den Sport als Goldmedaillengewinner bei den Olympischen Spielen in Atlanta 1996 wurde sie 1997 mit der Medaille des Order of Australia ausgezeichnet. 2003 wurde sie in die Sport Australia Hall of Fame aufgenommen.